# Cappella di San Giacomo (Cogorno)
La cappella di San Giacomo è un luogo di culto cattolico situato presso il monte San Giacomo (538 m) nel comune di Cogorno, nella città metropolitana di Genova. 

## Storia e descrizione
Situata in posizione panoramica sul monte omonimo, con ampio panorama sulla costa tra i comuni costieri di Lavagna e Chiavari e sui monti circostanti, l'odierna cappella è il frutto di una più recente ricostruzione che subì il primo edificio religioso, risalente al 1630. La facciata presenta un portico con un campanile a vela.
L'affresco sopra l'ingresso raffigura la Madonna con il Bambino e i santi Giacomo, Cornelio, Giovanni Battista, Vittoria, Cipriano, e Carlo Borromeo.